# Rašovické skály
Rašovické skály jsou národní přírodní památka v Doupovských horách. Nachází se na západním svahu jednoho z výběžků masívu Nedílu asi jeden kilometr východně od Lestkova u Klášterce nad Ohří v okrese Chomutov. Dominantou chráněného území je přibližně dvacet metrů vysoká a 150 metrů dlouhá skalní stěna s výskytem řady ohrožených druhů rostlin a živočichů. Mezi kriticky ohrožené rostliny, které na skalách rostou, patří pochybek severní a řeřišník skalní.

## Historie
Přírodní památku Rašovické skály s rozlohou 35 hektarů poprvé vyhlásil okresní úřad v Chomutově dne 20. května 1992. Od 31. prosince 2004 jsou Rašovické skály součástí ptačí oblasti Doupovské hory Od 15. dubna 2005 tvoří část evropsky významné lokality Doupovské hory s celkovou rozlohou 12 584,7 hektaru a velmi malá část (22 m²) se překrývá s evropsky významnou lokalitou Hradiště. Dne 15. dubna 2017 vyhlásilo Ministerstvo životního prostředí Rašovické skály jako národní přírodní památku, která je v Ústředním seznamu ochrany přírody evidována pod číslem 1541. Oblast spravuje Agentura ochrany přírody a krajiny ČR - Správa Chráněné krajinné oblasti Slavkovský les.
Ačkoliv je okolí chráněného území pokryté lesními porosty, bylo v minulosti odlesněné a hospodářsky využívané. Dokladem jsou pomístní názvy U Spodní louky a U Horní Louky v sousedním údolí Suchého potoka nebo výskyt světlomilných rostlin, které rostou pod skalním bradlem.

## Přírodní poměry

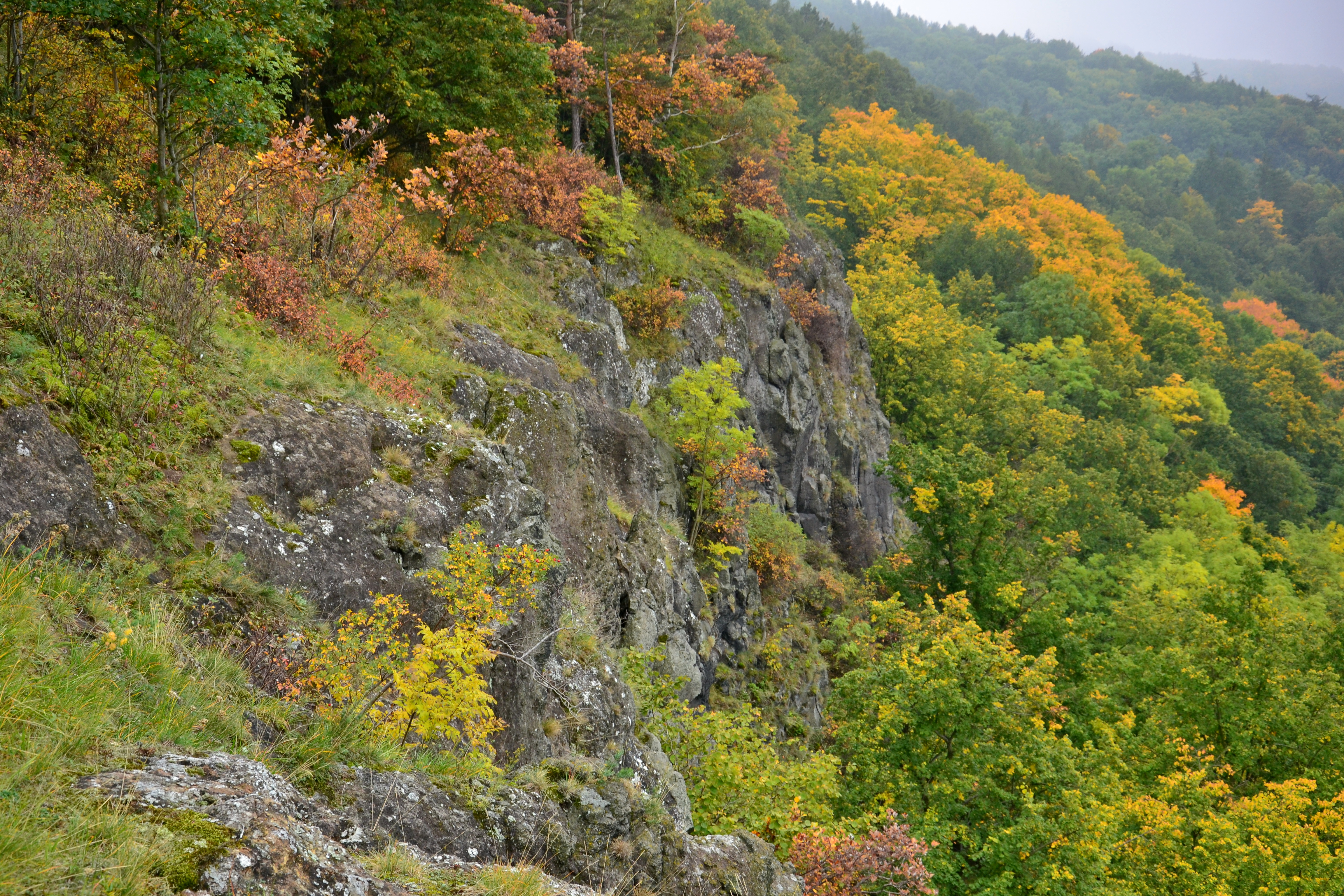
Skalní výchoz na východním okraji chráněného území

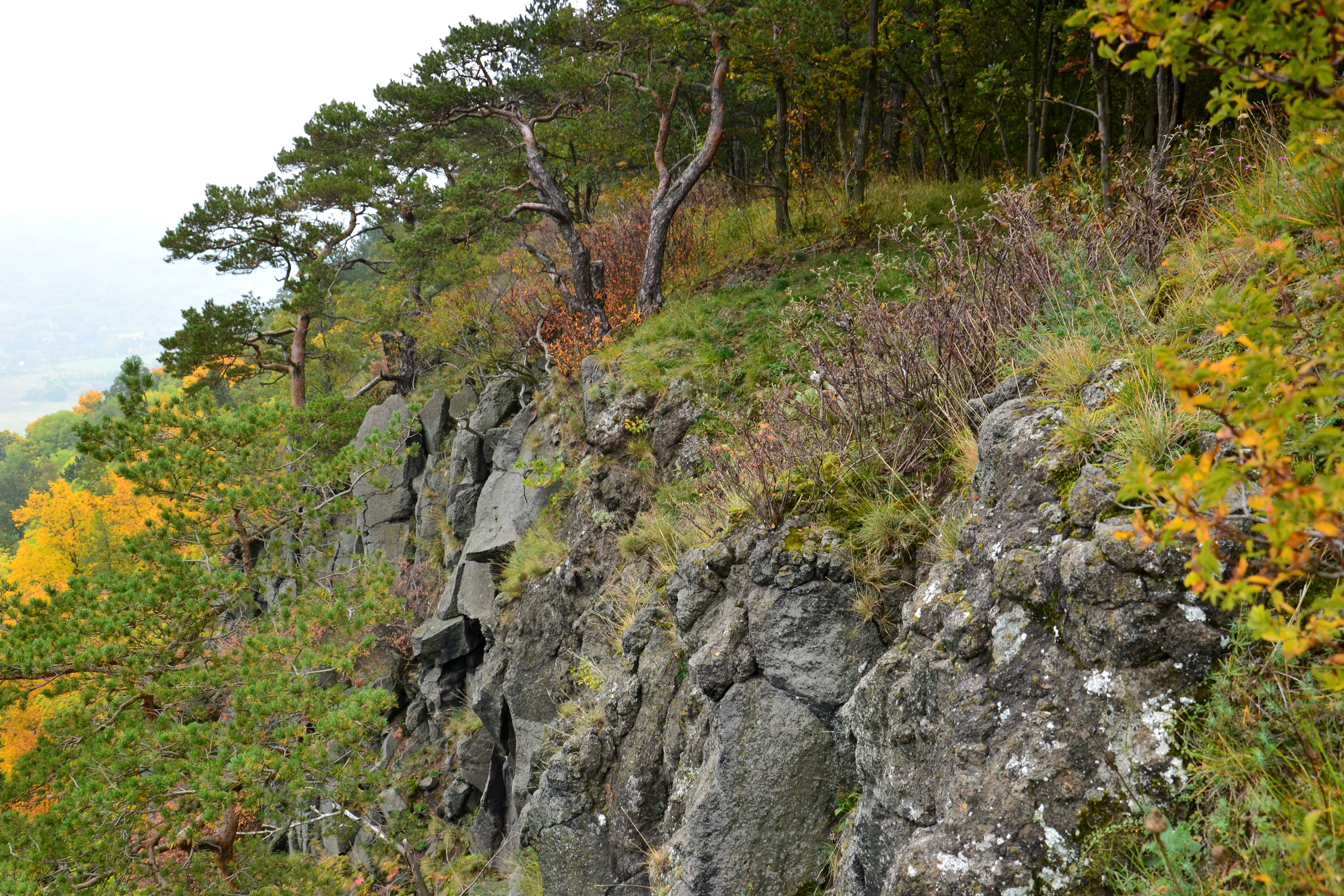
Skalní výchoz na východním okraji chráněného území

Chráněné území s rozlohou 85,0078 hektaru a nadmořskou výškou 400–585 metrů se nachází v katastrálních územích Lestkov u Klášterce nad Ohří a Suchý Důl u Klášterce nad Ohří. Zaujímá západní svah jednoho z hřbetů, které vybíhají směrem k severovýchodu z rozlehlého zalesněného masívu tvořeného dílčími vrcholy Nedíl (616 metrů), Křížový vrch (640 metrů) a Nad Lesnou (700 metrů). Dominantou území je přibližně 150 metrů dlouhý a až 23 metrů vysoký skalní útvar zvaný Šebská skála (německy Schöbawände).

### Geologie, geomorfologie, půdy
Rašovické skály, které vznikly v důsledku odtržení sesuvu, představují významný studijní geologický profil. Ve spodní části kolmých skalních stěn se nacházejí hrubozrnné aglomeráty s nerovným,vypáleným povrchem. Výše nad nimi jsou tři vrstvy magmatických hornin, pocházející ze tří efúzí, tj. povrchových výlevů lávy. Nejstarší je vrstva olivínických bazaltoidů, nad ní jsou světlejší tefrity a nejvýše pak deskovitě odlučné světlé trachytické lávy.
Geologická stavba území se vyvinula působením sopečné činnosti v průběhu třetihor. V nejnižší úrovni se nachází laharové aglomeráty, nad kterými se postupně vylily tři lávové proudy. Nejnižší z nich je tvořený bazanitem, ve střední části je trachyandezit a vrcholové partie tvoří láva bazaltová. Trachyandezit je svým složením příbuzný znělci a Rašovické skály jsou jediným místem v Česku, kde je doložen lávový proud podobného složení.
V geomorfologickém členění Česka lokalita leží v Doupovských horách, které jsou součástí Podkrušnohorské oblasti, konkrétně v geomorfologickém okrsku Jehličenská hornatina. Skalní stěna vznikla rotačním sesuvem ve svrchním pleistocénu, v jehož důsledku se posunulo koryto Lestkovského (Rašovického) potoka o 200 metrů. Sesuv je dlouhý 1100 metrů a 500 metrů široký. Mezi ním a skalní stěnou se dochovaly bezodtoké sníženiny s malými mokřady.
Na čedičových zvětralinách se vyvinul úrodný půdní typ kambizem eutrofní, ale vzhledem k velkému sklonu a blízkému skalnímu podloží dosahuje její mocnost na mnoha místech jen několik centimetrů. Tenký půdní pokryv vyhovuje méně konkurenceschopným rostlinám a rostlinám vázaným na povrchy skal (petrofyty).

### Podnebí a hydrologie
V rámci Quittovy klasifikace podnebí Rašovické skály leží v mírně teplé oblasti MT7, pro kterou jsou typické průměrné teploty −2 až −3 °C v lednu a 16–17 °C v červenci (Průměrná roční teplota je asi 7,5 °C.). Roční úhrn srážek dosahuje 650–750 milimetrů. Vodu z území odvádí Rašovický a Suchý potok. Oba se přibližně o jeden kilometr severněji vlévají do Ohře.

### Flóra

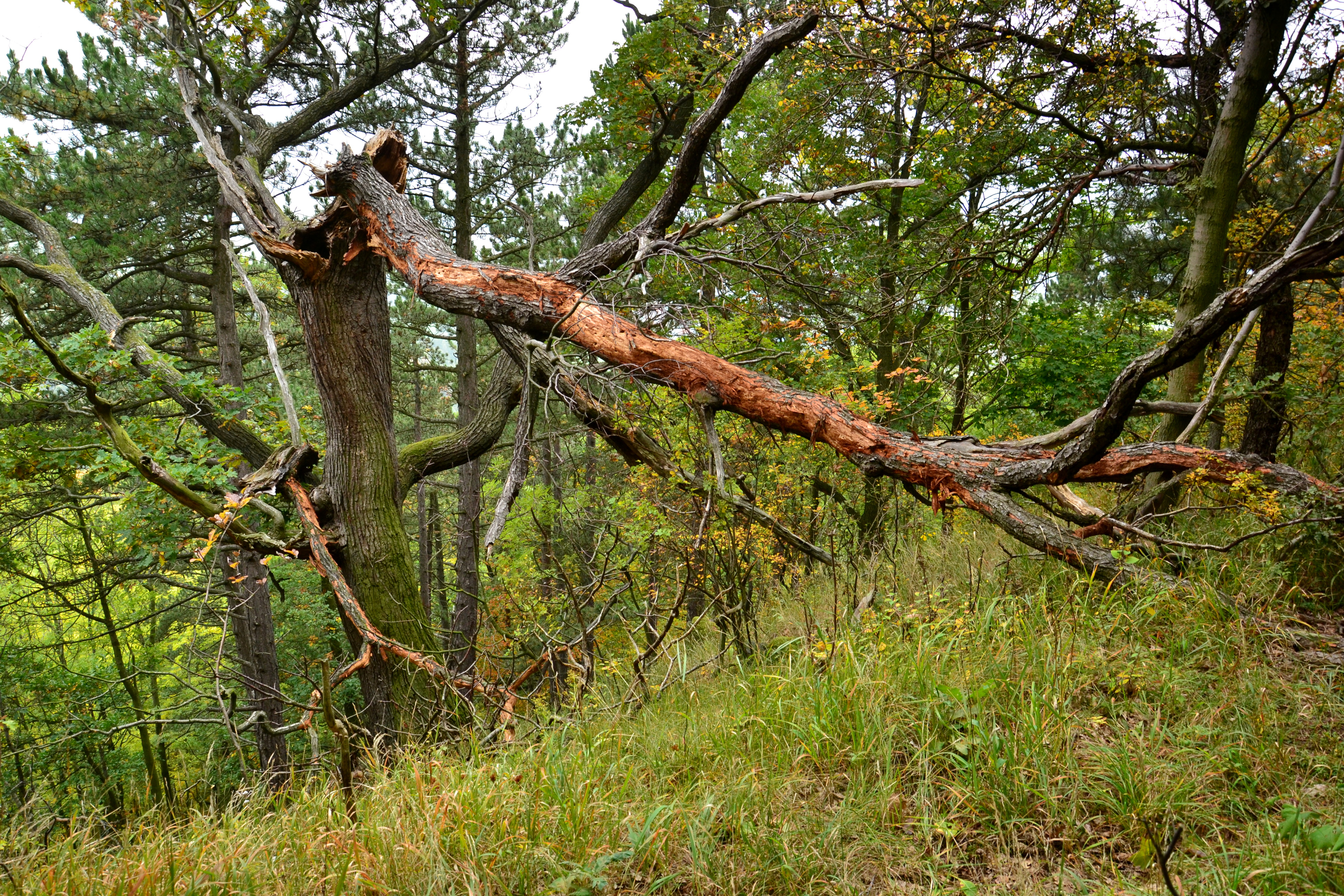
Les v chráněném území

Důvodem ochrany Rašovických skal je zachování teplomilných společenstev na čedičovém podkladě. K hodnotným stanovištím patří travnaté okraje skalních výchozů a lesních porostů, které představují asi 5 % rozlohy chráněného území. Jejich pokryv tvoří travino-bylinná společenstva a keře, z nichž je významně zastoupena trnka obecná (Prunus spinosa) a skalník celokrajný (Cotoneaster integerrimus). Rostou zde také jednotlivé keře jalovce obecného (Juniperus communis). Květnaté bučiny zaujímají asi 35 % rozlohy. Hlavním druhem stromu je buk lesní (Fagus sylvatica), místy javor klen (Acer pseudoplatanus), javor mléč (Acer platanoides), jasan ztepilý (Fraxinus excelsior) a lípa malolistá (Tilia cordata). Přibližně na pětině území rostou smíšené lesní porosty na prudších svazích s výchozy skal (svaz Tilio-Acerion).
Rašovické skály jsou místem výskytu řady ohrožených druhů rostlin. Ke kriticky ohroženým patří pochybek severní (Androsace septentrionalis) a řeřišník skalní, které oba rostou v počtu desítek jedinců či trsů na skalním bradle. Pro pochybek severní jsou Rašovické skály jednou z posledních lokalit výskytu v Česku. Na skalním bradle žije také stabilní populace silně ohroženého hvozdíku sivého (Dianthus gratianopolitanus) a koniklece lučního českého (Pulsatilla pratensis subsp. bohemica). K ohroženým druhům patří, v Doupovských horách ojedinělá, sasanka lesní (Anemone sylvestris) a tařice skalní (Aurinia saxatilis) a zimostrázek alpský (Polygala chamaebuxus) na skalním bradle, lilie zlatohlavá (Lilium martagon) ve smíšeném lese a malé populace vemeníku dvoulistého (Platanthera bifolia) a okrotice bílé (Cephalanthera damasonium) ve světlých lesích. Na rozhraní křovin a travnatých stanovišť roste malá populace vstavače mužského (Orchis mascula).

### Fauna
Významná je také fauna. V chráněném území hnízdí kriticky ohrožený sokol stěhovavý (Falco peregrinus). Ze silně ohrožených ptáků v Rašovických skalách hnízdí holub doupňák (Columba oenas), lejsek malý (Ficedula parva) a bývá pozorován skřivan lesní (Lullula arborea), lejsek šedý (Muscicapa striata) a krahujec obecný (Accipiter nisus). Z ohrožených druhů zde nepravidelně hnízdí také jestřáb lesní (Accipiter gentilis) a při lovu sem zalétá rorýs obecný (Apus apus). Dlouhodobě zde hnízdí ohrožený výr velký (Bubo bubo) a sluka lesní (Scolopax rusticola), zranitelná žluna šedá (Picus canus) a málo dotčený datel černý (Dryocopus martius). Pravidelně bývá pozorován čáp černý (Ciconia nigra) a včelojed lesní (Pernis apivorus), kteří hnízdí v navazujícím území.
Z ostatních živočichů se vyskytují silně ohrožení slepýš křehký (Anguis fragilis), ještěrka obecná (Lacerta agilis) a ještěrka živorodá (Zootoca vivipara). V několika letech před rokem 2016 byly nalezeny stopy rysa ostrovida (Lynx lynx).

## Přístup
Chráněné území je přístupné po lesních a polních cestách ze Suchého Dolu nebo z Lestkova.